# Zonitoschema nitidissima
Zonitoschema nitidissima es una especie de coleóptero de la familia Meloidae.

## Distribución geográfica
Habita en Nueva Guinea.